# Herbert Flam
Herbert Flam (Nova York, 7 de Novembro de 1928 - 25 de Novembro de 1980) foi um tenista profissional estadunidense.

## Grand Slam finais

### Simples (2 vices)
| Ano  | Campeonato    | Piso   | Oponente      | Placar                  |
| 1957 | Roland Garros | Saibro | Sven Davidson | 3–6, 4–6, 4–6           |
| 1950 | US Open       | Grama  | Art Larsen    | 3–6, 6–4, 7–5, 4–6, 3–6 |